# Warren Allen Smith
Warren Allen Smith (, 27 de outubro de 1921 – 9 de janeiro de 2017
) foi um escritor, ativista, professor e empresário estadunidense. Foi militar, lutando na Segunda Guerra Mundial. Era ateu e ficou conhecido por escrever dois livros sobre ateus famosos. Foi um dos signatários do Manifesto Humanista II (1973) e do Manifesto Humanista III (2003).

## Livros
- Who's Who in Hell: A Handbook and International Directory for Humanists, Freethinkers, Naturalists, Rationalists, and Non-Theists, (NY: Barricade Books, 2000)  ISBN 978-1-56980-158-1.
- Gossip from Across the Pond: Articles Published in the United Kingdom's Gay and Lesbian Humanist, 1996-2005, New York, N.Y.: chelCpress, 2005.  ISBN 978-1-58396-916-8
- Cruising the Deuce (2005) - escrito sob o pseudônimo Allen Windsor
- Celebrities in Hell (NY: ChelCbooks, 2010). ISBN 978-1-56980-214-4
- In the Heart of Showbiz, A Biographical Triography of Variety Recording Studio, Fernando Vargas, and Warren Allen Smith (NY:ChelCbooks, 2011) - autobiografia